# Amictus pulchellus
Amictus pulchellus är en tvåvingeart som beskrevs av Macquart 1846. Amictus pulchellus ingår i släktet Amictus och familjen svävflugor. Inga underarter finns listade i Catalogue of Life.